# Brezje nad Kamnikom
Brezje nad Kamnikom este o localitate din comuna Kamnik, Slovenia, cu o populație de 76 de locuitori.